# South African History Online

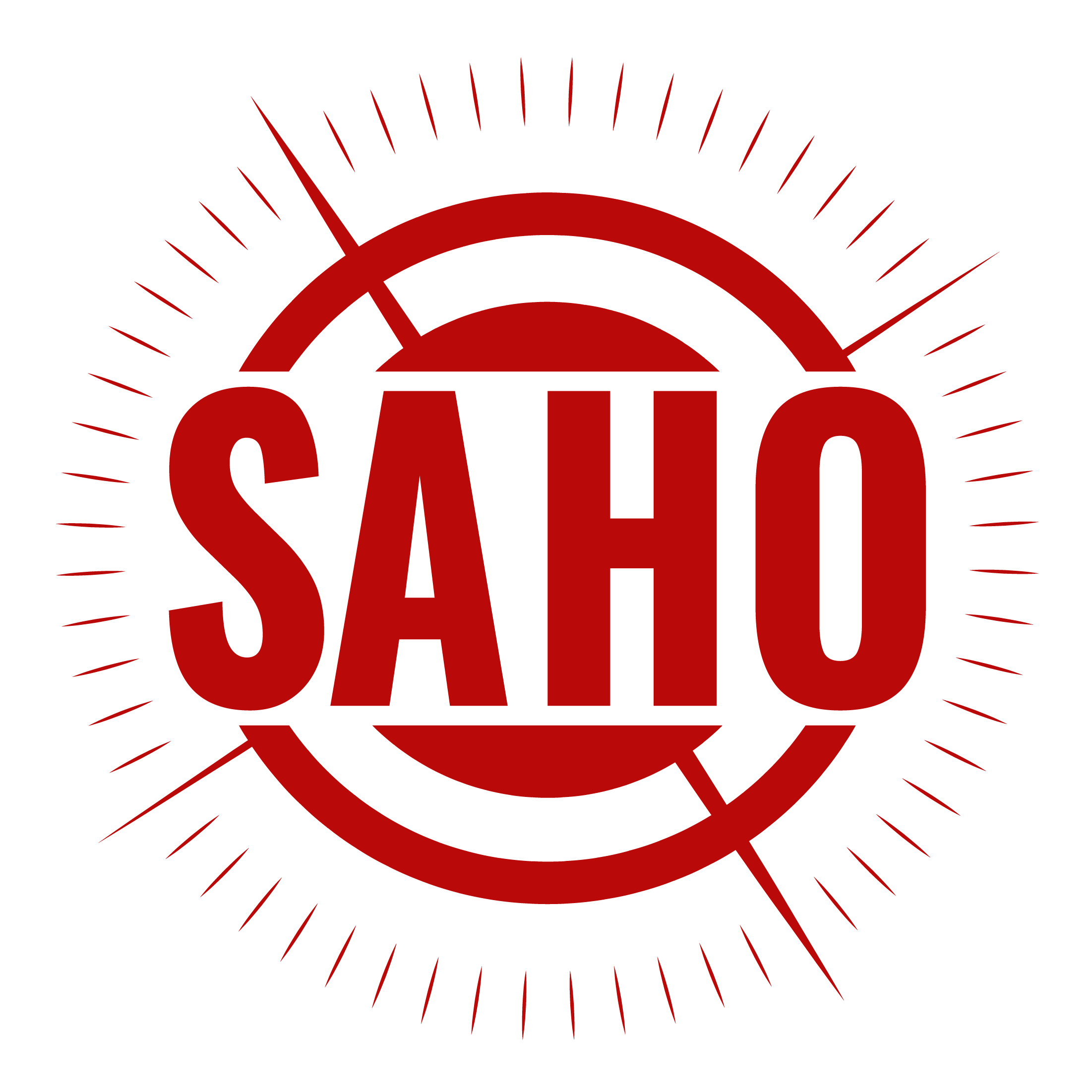
Aktuelles Logo seit Mitte 2019

South African History Online, kurz SAHO, ist eine Nichtregierungsorganisation zur Aufarbeitung und Popularisierung der Geschichte Südafrikas und verwandter Themen. Ihre Website ist das größte Projekt dieser Art in Südafrika.

## Geschichte
SAHO wurde im Juni 2000 von dem südafrikanischen Gewerkschafter, Historiker und Dokumentarfotografen Omar Badsha (* 1945) gegründet. Die Gründung erfolgte laut Angaben von SAHO, um der Voreingenommenheit gegenüber der Geschichte Südafrikas unter den Bevölkerungsgruppen entgegenzutreten.
Seit 2015 hält SAHO zusammen mit der University of KwaZulu-Natal und dem National Institute of Humanities and Social Science die Mafika Gwala Lecture ab.
2017 wurde Badsha die Ehrendoktorwürde der Universität Stellenbosch zuerkannt, im April 2018 erhielt er für sein Engagement den Order of Ikhamanga in Silber.

## Beschreibung
SAHO versteht sich als überparteiliches Projekt zur Aufarbeitung der südafrikanischen Geschichte. Es ist als gemeinnützige Organisation anerkannt. Als „Flaggschiff“ versteht sie die Website sahistory.org.za. SAHO sieht sich als Unterstützer der Demokratie und strebt eine gerechte Gesellschaft ohne Rassismus an. Die auf der Website präsentierten Inhalte sollen kostenfrei angeboten werden.
SAHO wird von einem Board geleitet. Chairman ist Mawlana Muhammed Ashraf Ebrahim Dockrat. Zu den insgesamt sieben Mitgliedern gehören Omar Badsha und der Schriftsteller Mandla Langa. Die Zentrale befindet sich in Kapstadt.
sahistory.org.za ist die umfangreichste Website zur Geschichte des Landes. Die Artikel werden zum größten Teil von einer kleinen Zahl von Forschern verfasst, die vor allem von Akademikern in- und ausländischer Universitäten unterstützt werden. Beiträge von Benutzern, etwa Erlebnisberichte über die Zeit der Apartheid, sind ausdrücklich erwünscht. Die Website enthält laut Eigenbeschreibung über 3300 Artikel zu historischen Ereignissen und rund 6000 Biografien (Stand 2018). Im selben Jahr wurde die Zahl der Unique Users mit rund sechs Millionen angegeben, etwa zwölf Millionen Mal wurden Artikel angeklickt. Die jährliche Wachstumsrate beträgt seit 2010 rund 35 Prozent. Rundfunk- und Fernsehanstalten im In- und Ausland nutzen laut Eigenbeschreibung von SAHO täglich die Website. Geforscht wird unter anderem zur Serie Lives of Courage, in der Anti-Apartheid-Kämpfer porträtiert werden. Ein Forschungsprojekt dient der Evaluierung der Rolle der Kunst im Anti-Apartheid-Kampf. Zu den behandelten Themen gehören die Kultur- und Sportgeschichte, zu den weiteren Projekten das an Schulen gerichtete Online History Classroom Project. Thematisch werden auch andere Gebiete Afrikas erfasst.
Das Projekt wird aus vielfältigen Quellen finanziert. In der Vergangenheit gehörten dazu De Beers, das British Council und das Department of Arts and Culture (etwa: „Südafrikanisches Ministerium für Kunst und Kultur“). 2018 sind es unter anderem die Standard Bank und die National Lotteries Commission. Auch kleinere Spendenbeiträge werden eingeworben.